# Topi Jaakola
Topi Jaakola (Oulu, 15 novembre 1983) è un hockeista su ghiaccio finlandese.

## Palmarès

### Mondiali
- 2 medaglie:
  - 1 oro (Slovacchia 2011)
  - 1 argento (Russia 2016)